# Gabriel Bibron
Gabriel Bibron (1806-1848) fue un zoólogo, y herpetólogo francés. Clasificó varias especies de reptiles con André Marie Constant Duméril.
Fue empleado del Museo de Historia Natural de Paris, dada su buena formación, fue el encargado de realizar las colecciones de Vertebrados de Italia y de Sicilia.
Colaboró notablemente en el tratado Erpétologie générale (1834-1854) de André Marie Constant Duméril.
Se relaciona con colegas extranjeros como Thomas Bell y John Edward Gray.
Duméril se consagra principalmente a la construcción de los géneros, mientras Bibron a la creación de las especies.
Contrae tuberculosis, abandona la función en 1845 y se retira a Saint-Alban, falleciendo a los 42 años de edad.

## Obra

### Algunas publicaciones
- Erpetologie generale: ou, Histoire naturelle complete des reptiles. 1835–1850, 9 v. (con André Marie Constant Duméril)[1]

## Honores

### Eponimia
A Bibron se lo conmemora en los epítetos científicos de diez especies de reptiles.
- Afrotyphlops bibronii, un escolefídio
- Atractaspis bibroni, una serpiente venenosa
- Calliophis bibroni, una serpiente venenosa
- Candoia bibroni, una boa
- Diplolaemus bibronii, una lagartija
- Enyalius bibronii, una lagartija
- Eutropis bibronii, un escíncido
- Liolaemus bibronii, una lagartija
- Chondrodactylus bibronii, un gecko
- Pelochelys bibroni, una tortuga

## Abreviatura (zoología)
La abreviatura Bibron  se emplea para indicar a Gabriel Bibron como autoridad en la descripción y taxonomía en zoología.

## Literatura
- Peter Uetz. mapress.com The original descriptions of reptiles. Zootaxa 2335 (2010): 59–68; PDF 199 kb